# Schloss Oberdorf

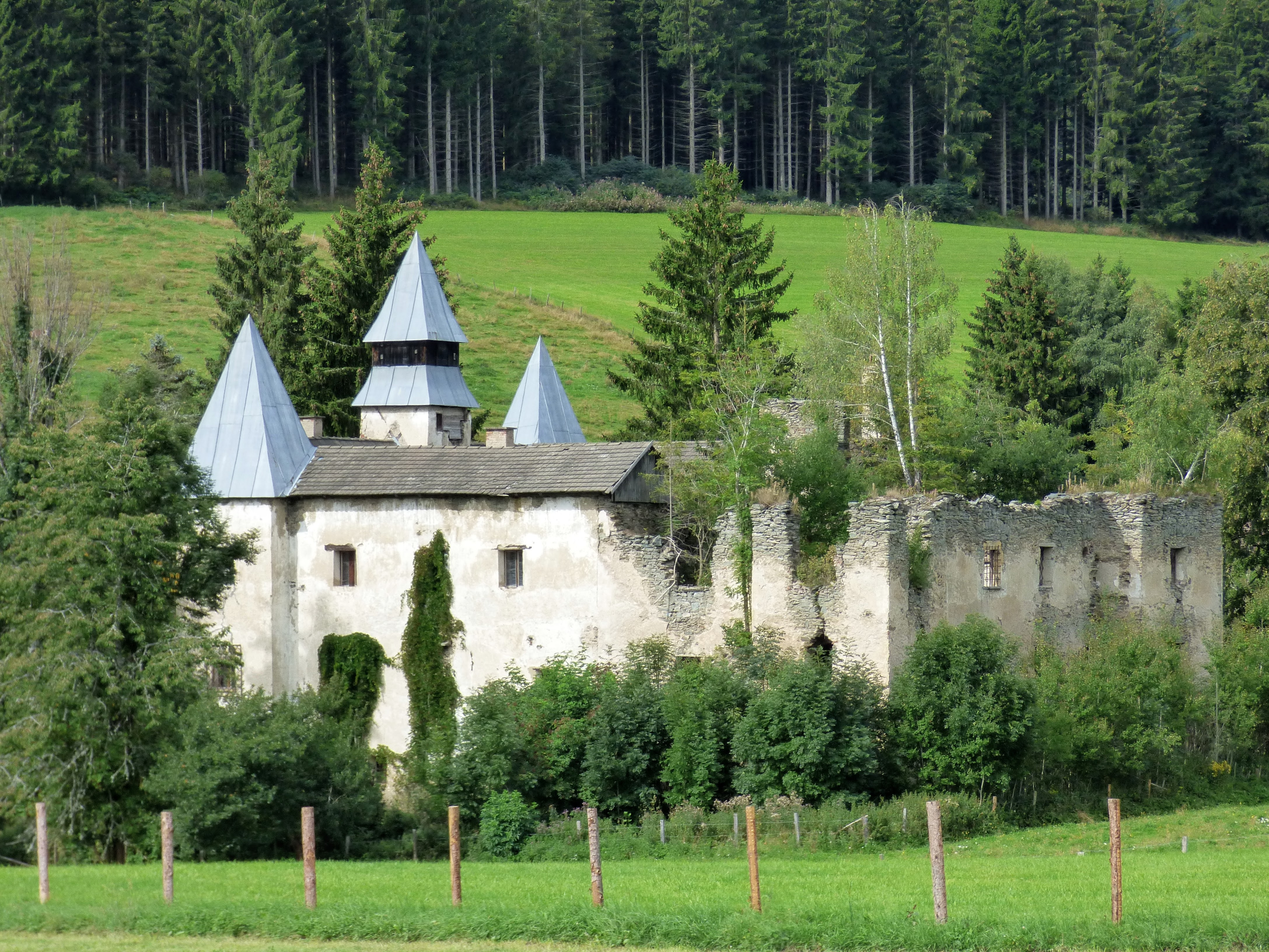
Schloss Oberdorf, Nordfront noch verfallen

Das Schloss Oberdorf steht im Westen von Mariahof in der Marktgemeinde Neumarkt in der Steiermark im Bezirk Murau in der Steiermark. Das Schloss steht seit 2021 unter Denkmalschutz (Listeneintrag).

## Geschichte
Das Schloss wurde von 1596 bis 1604 durch Franz von Teuffenbach als Renaissanceschloss erbaut. Spätere Besitzer waren die Familien Freydenpichl und Strohmayr.
Ein Bericht des Landeskonservators für Steiermark 1957 beschreibt das Schloss als baufällig, die Dächer sind abgedeckt, ein Turm verfallen. Heute (2017) gehört das Schloss Gyoergy von Csoesz aus der Schweiz.

## Architektur
Der dreigeschoßige Vierflügelbau hat zwei Ecktürme an der Hauptfront und im Innenhof Säulenarkaden. Am Tor ist das Wappen des Franz von Teuffenbach mit der Jahresangabe 1604. Die getäfelte Stube von 1607 befindet sich im Universalmuseum Joanneum in Graz.